# Daniel Moncharé
Daniel Ntieche Moncharé (Yaoundé, 24 gennaio 1982) è un ex calciatore camerunese, di ruolo difensore.

## Biografia
Ha avuto due figlie con Diane Magne.
Dovette interrompere l'attività a causa di un grave infortunio alla caviglia.

## Palmarès

### Club

#### Competizioni internazionali
- Coppa della Confederazione CAF: 1

FUS Rabat: 2010